# Wilhelm König
Wilhelm König foi um arqueólogo alemão. Em 1938 ele foi o primeiro a fazer uma análise completa dos curiosos jarros de argila no Museu Nacional do Iraque (do qual ele era diretor), e hoje conhecidos como Bateria de Bagdá. Retornou a Berlim em 1940 devido a problema de saúde e publicou o estudo onde diz que os jarros foram um tipo de célula eletroquímica, possivelmente utilizada para a galvanoplastia. No museu, König também descobriu utensílios de cobre da antiga Suméria que foram galvanizados com prata.

## Publicações
- A Galvanic Element from the Parthian Period?. In: Research and Progress 14, 1936, pp. 8-9. (German: Ein galvanisches Element aus der Partherzeit?)(pdf)